# Jörg Franke (Manager)
Jörg Franke (* 7. Januar 1941 in Halle (Saale)) war der erste Geschäftsführer der ersten vollelektronischen bundesweit tätigen Börse Deutschlands, der Deutschen Terminbörse. Franke erhielt Mitte 1988 den Auftrag, eine neue, vollelektronische Terminbörse aufzubauen, die dann am 26. Januar 1990 ihre Tätigkeit aufnahm.
Zuvor war der promovierte Jurist Geschäftsführer der Berliner Wertpapierbörse und Mitglied des Vorstands der Berliner Kassenverein AG – Wertpapiersammelbank, Berlin.
1993 rückte Franke – nach Fusion der DTB Deutsche Terminbörse GmbH mit der Deutschen Börse AG – in den Vorstand der Deutschen Börse AG auf. Er leitete die Fusion zwischen DTB und der Schweizer Terminbörse Soffex (Swiss Options and Financial Futures Exchange) zur Eurex, der seinerzeit weltweit umsatzstärksten Terminbörsen für Finanzderivate. Franke war Vorsitzender der Geschäftsleitung der Eurex Zürich AG und Vorsitzender des Vorstandes der Eurex Frankfurt AG sowie der Eurex Clearing AG, Frankfurt am Main (jeweils von 1998 bis Ende 2000). Er wurde 1999 in die „Hall of Fame“ der „Derivatives Strategie“, New York, und 2007 in die „Hall of Fame“ der FIA (Futures Industry Association), Washington, gewählt.
2001 wechselt er als Sprecher des Vorstandes zur Berliner Effektengesellschaft AG, Berlin. Heute ist er Vorsitzender des Aufsichtsrates dieser Gesellschaft sowie deren Tochter, der Tradegate AG Wertpapierhandelsbank. Zusätzlich wurde er im Jahr 2007 zum Vorsitzenden des Vorstandes des Bundesverbandes der Wertpapierfirmen an den deutschen Börsen e. V. (bwf), heute Bundesverband der Wertpapierfirmen e. V., gewählt. Im Jahre 2019 wurde er nach seinem Ausscheiden aus dem Vorstand des bwf, zu dessen Ehrenvorsitzendem gewählt. Zudem ist er seit 2001 Mitglied des Börsenrats der Börse Berlin, seit 2005 dessen Vorsitzender.
Seit 1999 hatte er einen Lehrauftrag an der wirtschaftswissenschaftlichen Fakultät der Universität Karlsruhe (TH), die später mit dem Forschungszentrum Karlsruhe zum Karlsruher Institut für Technologie (KIT) zusammengeschlossen wurde. Von 2005 bis 2019 lehrte er dort, am Institut für Finanzwirtschaft, Banken und Versicherungen, als Honorarprofessor.